# Türkische Botschaft Buenos Aires
Die Türkische Botschaft Buenos Aires (offiziell: Botschaft der Republik Türkei Buenos Aires; Türkiye Cumhuriyeti Buenos Aires Büyükelçiliği oder T.C. Buenos Aires Büyükelçiliği) ist die höchste diplomatische Vertretung der Republik Türkei in Argentinien. Seit dem 10. Januar 2010 residiert Metin Hüsrev Ünler als Botschafter der Republik Türkei in dem Botschaftsgebäude.
Das Osmanische Reich und Argentinien werteten ihre bilaterale Beziehung 1910 mit einem in Rom unterzeichneten Vertrag auf. Im selben Jahr wurde in Buenos Aires ein Generalkonsulat eröffnet, dass bis zum Ausbruch des Ersten Weltkrieges tätig war. Die diplomatischen Beziehungen zu Argentinien wurden mit einem Freundschaftsvertrag, der 1926 unterzeichnet wurde und 1935 in Kraft trat, wieder aufgenommen. Die Botschaft Buenos Aires eröffnete 1936.